# Sąd Najwyższy Wiktorii

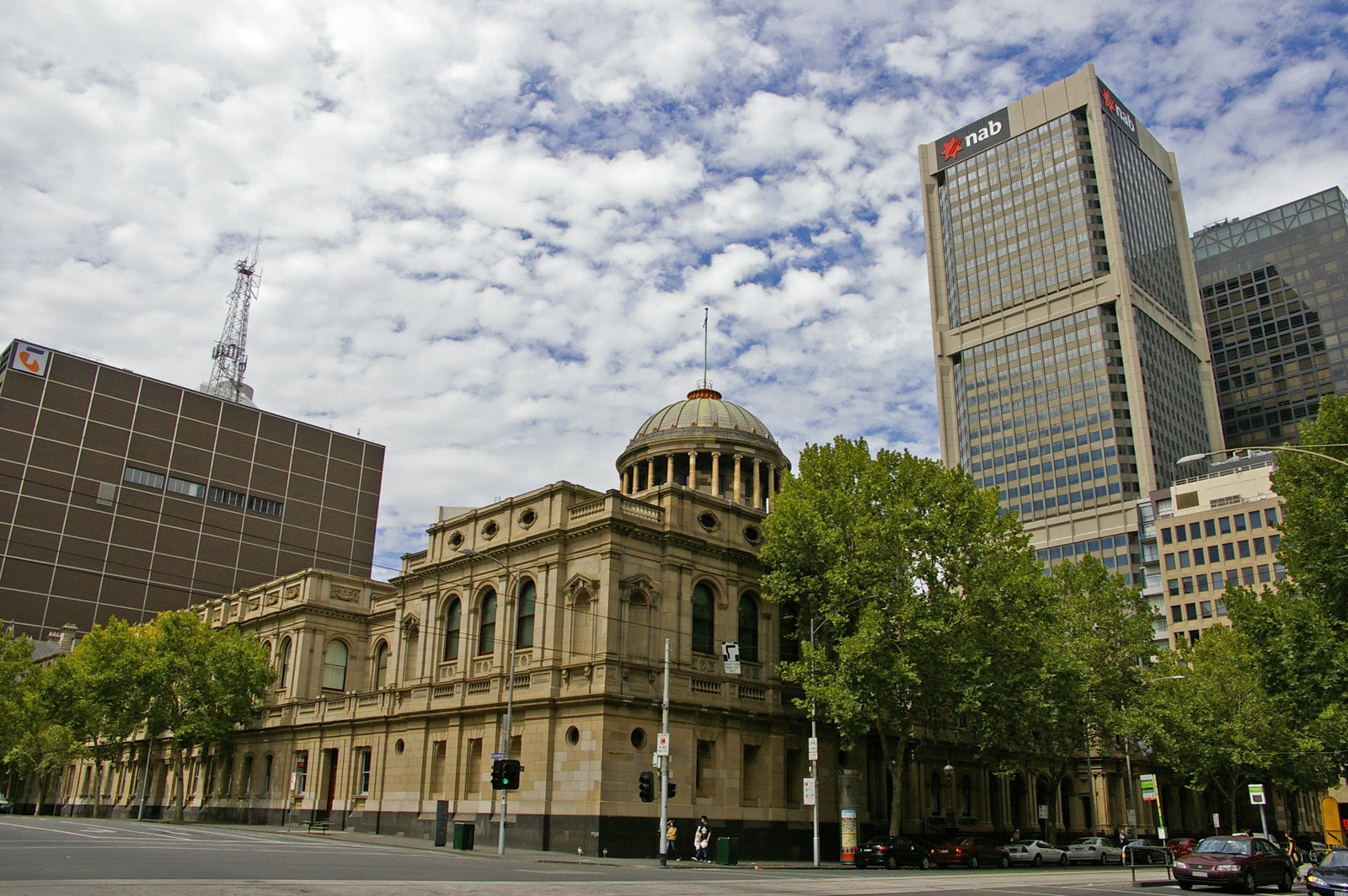
Siedziba sądu w Melbourne (na pierwszym planie)

Sąd Najwyższy Wiktorii (Supreme Court of Victoria) – najwyższy organ władzy sądowniczej w systemie prawnym stanu Wiktoria w Australii, działający od 1852 roku. 
Sąd składa się dwóch zasadniczych części: Izby Procesowej (Trial Division) oraz Sądu Apelacyjnego (Court of Appeal). Izba Procesowa stanowi sąd pierwszej instancji w sprawach karnych dotyczących najcięższych zbrodni (m.in. zabójstwo i jego usiłowanie) oraz wybranych przestępstw gospodarczych, zwłaszcza tych na dużą skalę. Orzeka także w sprawach cywilnych w sytuacjach, gdy wartość sporu jest szczególnie wysoka. Izba Procesowa pełni również rolę sądu drugiej instancji w stosunku do orzeczeń sądów magistrackich (a więc sądów najniższej rangi, porównywalnych z polskimi sądami grodzkimi) oraz większości orzeczeń stanowego sądu administracyjnego. Izba Procesowa orzeka w składzie jednego sędziego zawodowego, któremu w pierwszej instancji towarzyszy ława przysięgłych.
Sąd Apelacyjny orzeka w składzie trzech sędziów zawodowych i rozpatruje apelacje od wyroków sądów rejonowych oraz Izby Procesowej (a w szczególnych przypadkach także stanowego sądu administracyjnego). Ma również prawo zmieniać własne wcześniejsze wyroki i stanowiska orzecznicze (co jest szczególnie ważne, biorąc pod uwagę, że w Australii obowiązuje system common law, gdzie istotny jest precedens). W takiej sytuacji wymagany jest jednak skład pięciu sędziów zawodowych. Od decyzji Sądu Apelacyjnego służy kasacja do Sądu Najwyższego Australii.
Główną siedzibą sądu jest Melbourne, jednak sędziowie - szczególnie z Izby Procesowej - regularnie odbywają posiedzenia wyjazdowe w pozostałych większych miastach stanu. Korzystają wtedy z infrastruktury miejscowych sądów niższego szczebla. 

## Strona oficjalna
- Strona oficjalna